# Krapanj
Krapanj est un village et une île de Croatie située en Dalmatie, dans la municipalité de Šibenik, comitat de Šibenik-Knin. Au recensement de 2001, la localité comptait 237 habitants. Avec ses 0,36 km2, Krapanj est la plus petite des îles habitées de Croatie ; c'est aussi la plus densément peuplée avec une densité de population de 658,33 hab./km2. Krapanj est distante de 300 m de la cote et de la ville de Brodarica.